# Susanne Birkmeyer
Susanne Birkmeyer (* 16. Jänner 1920 in Wien; † nach 1943) war eine österreichische Balletttänzerin.

## Leben
Susanne Birkmeyer wurde als Tochter des Tänzers und späteren Choreographen Toni Birkmeyer (1897–1973) in Wien geborenen. In eine Tänzerfamilie geboren, begann auch Susanne Birkmeyer früh mit dem Tanzen und trat auf diversen Wiener Bühnen auf. Im Jahre 1942 konnte sie als Halbjüdin nur mehr mit einer Sondergenehmigung der Reichstheaterkammer (RTK) in Wien auftreten. Als sie bereits 23 Jahre alt war, kam ihr Bruder Michael Birkmeyer, später ebenfalls ein erfolgreicher Tänzer und Choreograph, zur Welt.
Zwei Fotografien von Susanne Birkmeyer bildeten den Ausgangspunkt bei der von Paweł Książek am 28. April 2023 veranstalteten Vernissage der Ausstellung Movements in der Galerie Persons Projects in Berlin.